# Винцентий (консул 401 г.)
Флавий Винцентий (на латински: Flavius Vincentius) е политик на Западната Римска империя през края на 4 и началото на 5 век.
През 395 г. той е викарий, 397 и 400 г. е преториански префект на Галия. През 401 г. Флавий Винцентий е консул на Запад. На Изток консул е Флавий Фравита.
Винцентий е християнин и приятел с владиката Св. Мартин от Тур. Споменаван е в писмата на оратора Квинт Аврелий Симах.